# Theodore Augustine Mann
Theodore Augustine Mann, plus connu sous le nom d’abbé Mann, né le 22 juin 1735 dans le Yorkshire et mort le 23 février 1809 à Prague, est un moine chartreux, écrivain polygraphe, naturaliste et historien anglais, actif à Bruxelles et à Prague.

## Biographie
À la suite de divergences de vues avec son père, il se rend à Paris en 1756, où il se convertit au catholicisme. La guerre de Sept Ans l'oblige à quitter la France et à se rendre en Flandre, à Nieuport, où il s'installe à la chartreuse de Sheen Anglorum et entre dans l'ordre des Chartreux. En 1774, il est élu membre de l'Académie impériale et royale des sciences et belles lettres de Bruxelles, dont il devient secrétaire perpétuel en 1787. Il s'établit à Bruxelles en 1777 et quitte la ville en 1797 pour échapper à l'occupation française des Pays-Bas. Il se rend à Prague où il meurt en 1809.
Écrivain prolifique, il traite de toutes les disciplines, de la météorologie au théâtre, de l'entomologie à l'histoire de Bruxelles. Il contribue également à des revues comme The Gentleman's Magazine, le Journal des savants ou L'Esprit des journaux.

## Œuvres principales
- Mémoire sur la conservation et le commerce des grains, Malines, 1764.
- L'Art de garantir les maisons d'incendie, Lyon, 1769 Lire en ligne ; réédition : Mémoire sur les diverses méthodes inventées jusqu'à présent pour garantir les édifices d'incendie, Bruxelles, 1778.
- « Mémoire sur l’ancien état de la Flandre maritime, ses changements successifs, et les causes qui les ont produits », Mémoires de l'Académie impériale et royale des sciences et belles-lettres de Bruxelles, vol. 1,‎ 1773, p. 63-156.P. 96-120 : « Sur les Cimbres et le déluge cimbrique. Inondations postérieures au déluge cimbrique et réflexions à ce sujet »
- Dissertation sur l'histoire universelle, Bruxelles, 1780.
- A Treatise on rivers and canals, Londres, 1780.
- Mémoire et lettres sur l'étude de la langue grecque, Bruxelles, 1781.
- Le Pour et contre les spectacles, par M. l'abbé M***, Mons, 1782.
- Abrégé de l'histoire ecclésiastique, civile et naturelle de la ville de Bruxelles et de ses environs, Bruxelles, 1785.
- Description de la ville de Bruxelles, ou État présent tant ecclésiastique que civil de cette ville, Bruxelles, 1785.
- Histoire du règne de Marie-Thérèse, impératrice d'Allemagne, reine de Hongrie et de Bohême, Bruxelles, 1786.
- Mémoires sur les grandes gelées et leurs effets, où l'on essaie de déterminer ce qu'il faut croire de leurs retours périodiques et de la gradation en plus ou moins du froid de notre globe, Gand, 1792 Lire en ligne ; édition critique en 2012 par Muriel Collart : Mémoires sur les grandes gelées et leurs effets : ou l'on essaie de déterminer ce qu'il faut croire de leurs retours périodiques et de la gradation en plus ou moins du froid de notre globe, Hermann, 2012 (ISBN 978-2-7056-8179-1 et 2-7056-8179-5, OCLC 795425575, lire en ligne).
- Table chronologique de l'histoire universelle, depuis le commencement de l'année 1700, jusqu'à la paix générale de l'année 1802, Dresde, Paris, 1804.
- Principes métaphysiques des êtres et des connoissances, Vienne, 1807.